# Touriste de bananes
Touriste de bananes est un roman de Georges Simenon paru en 1938.

## Résumé
Oscar Donadieu, qui a jadis quitté sa famille après la mort de son père, Oscar Donadieu, armateur à La Rochelle, est en route pour Tahiti où il va s'établir comme « touriste de bananes », c'est-à-dire en isolé désireux de vivre sur l'île une vie naturelle, loin de la civilisation. Le bateau qui l'emmène prend à son bord le commandant Lagre, accusé d'avoir tué un jeune officier : il est ramené à Papeete pour y être jugé. La cause du drame est une jeune indigène que les deux hommes se disputaient, Tamatéa.  
Débarqué à Tahiti pendant la saison des pluies, Donadieu s'installe pour quelques jours à l'hôtel « Au Relais des Méridiens », où les habitués mènent une existence faite d'oisiveté et de plaisirs artificiels. Mais le nouveau « touriste » a découvert une hutte abandonnée, près d'une cascade, et s'y établit. Peu après, quelques amis de Papeete lui rendent visite en compagnie de Tamatéa. De plus en plus, il a envie de rejoindre le monde civilisé. Sa solitude lui pèse d'autant plus que ses relations avec Tamatéa ont évolué et sont maintenant devenues très intimes.  
À l'instruction de son procès, Lagre paraît totalement absent : pour lui, ce qui s'est passé est un accident. Donadieu, de son côté, refuse une place dans un bureau. Peu à peu, l'épuisement le mine. À plusieurs reprises, il prend le chemin de Papeete, mais revient avant d'y être parvenu. Un jour, cependant, il va jusqu'au bout : c'est le jour du jugement de Lagre, et il a l'occasion de voir la bassesse de la justice coloniale. Il voudrait se révolter, sans en avoir la force. Il comprend que son idéal de retour à la nature est illusoire, mais refuse de se résigner à la vie dont il a été témoin au « Relais des Méridiens ». La mort est pour lui l'ultime recours : après une dernière étreinte avec Tamatéa, il se suicide. 

## Aspects particuliers du roman
Suite du Le Testament Donadieu, dont on trouve ici l’épilogue : on apprend ce que sont devenus les membres de la famille d’Oscar après les funérailles de Martine et de son mari à l’occasion desquelles le jeune homme était revenu d’Amérique. 
Fort proche dans son substrat critique de Quartier nègre et de Ceux de la soif, le roman est celui de la dégradation d’un Européen en milieu colonial.

## Fiche signalétique de l'ouvrage

### Cadre spatio-temporel

#### Espace
À bord du Cargo « l’Île-de-Ré », pendant la traversée de Marseille à Tahiti.

#### Temps
Époque contemporaine.

### Les personnages

#### Personnage principal
Oscar Donadieu. Fils cadet de la famille Donadieu. Célibataire. 25 ans.

#### Autres personnages
- Ferdinand Lagre, commandant du bateau « l’Ile-d’Oléron »
- Tamatéa, Tahitienne, fille publique de Papeete.

## Éditions
- Prépublication en feuilleton dans le quotidien Paris-Soir, du 22 février au 29 mars 1938, sous le titre Tomates de Tahiti
- Édition originale : Gallimard, 1938
- Tout Simenon, tome 21, Omnibus, 2003  (ISBN 978-2-258-06106-4)
- Folio Policier, n° 384, 2005  (ISBN 978-2-07-040837-5)
- Romans durs, tome 3, Omnibus, 2012  (ISBN 978-2-258-09357-7)
- Romans durs, tome 3, Omnibus, 2023  (ISBN 978-2-258-20260-3)

## Source
- Maurice Piron, Michel Lemoine, L'Univers de Simenon, guide des romans et nouvelles (1931-1972) de Georges Simenon, Presses de la Cité, 1983, p. 66-67  (ISBN 978-2-258-01152-6)